# New Play Control!
New Play Control!, conosciuto come Play on Wii Selection (Ｗｉｉであそぶセレクション?, Wii de Asobu Selection) in Giappone, è una serie di videogiochi della piattaforma Nintendo GameCube riadattati per la console Wii. I titoli di questa serie presentano diversi miglioramenti, come l'implementazione del sistema di controllo Wii tramite Wiimote e Nunchuck, il supporto widescreen e una nuova grafica.

## Caratteristiche
Pikmin e Pikmin 2 hanno adottato il sistema di puntamento del Wii, Mario Power Tennis simula i movimenti adottati già in Wii Sports, mentre Metroid Prime e Metroid Prime 2: Echoes utilizzano il sistema di controllo e le caratteristiche del titolo Metroid Prime 3: Corruption. Donkey Kong Jungle Beat presenta nuovi livelli e una nuova grafica per quelli già esistenti.

## Distribuzione
Donkey Kong Jungle Beat, Mario Power Tennis, Pikmin e Pikmin 2 sono stati ripubblicati in tutto il mondo indipendentemente come parte del New Play Control!; Metroid Prime e Metroid Prime 2 sono stati pubblicati singolarmente in Giappone, mentre altrove è stato incluso nella raccolta Metroid Prime Trilogy del 2009. Il port di Chibi-Robo! è uscito solo in Giappone l'11 giugno 2009.